# International Standard Recording Code
Lo International Standard Recording Code (ISRC) è un codice standard internazionale per l'identificazione univoca di registrazioni musicali audio e video. Il codice fu sviluppato dalle case discografiche in collaborazione con il technical committee 46, subcommittee 9 TC 46/SC 9 dell'ente ISO. Lo standard fu codificato come ISO 3901 nel 1986 e venne aggiornato nel 2001.
Un codice ISRC identifica una particolare registrazione, non un'opera. Le opere sono identificate dal codice ISWC. Registrazioni simili di un'opera, senza significative differenze con le precedenti registrazioni, possono avere lo stesso codice identificativo; a discrezione della casa editrice-etichetta.

## Storia
La norma ISO 3901 fu completata nel 1986. Nel 1988, la IFPI raccomandò l'utilizzo di tale standard anche per le registrazioni video. Nel 1989, l'ente ISO designò lo IFPI come autorità preposta alla gestione delle codifiche ISRC.
L'industria audio/video giapponese iniziò a utilizzare il codice ISRC su audio CD nel novembre 1989. L'ente IFPI e la Recording Industry Association of America (RIAA) svilupparono raccomandazioni dettagliate sulla gestione dei codici, adottate dal marzo 1991, ed effettive dal gennaio 1992.

## Formato
Il codice ISRC ha lunghezza 12 caratteri, con sintassi "CC-XXX-YY-NNNNN". I separatori sono ad uso esclusivo per la facile lettura. Le quattro parti designano:
- "CC": la nazione secondo ISO 3166-1 alpha-2
- "XXX": l'ente che emette il codice, presente in ogni nazione. Per esempio nel Regno Unito è Phonographic Performance Limited (PPL).[2]
- "YY" le ultime due cifre dell'anno di registrazione
- "NNNNN" un numero seriale univoco

### Esempio
La canzone Enquanto Houver Sol del gruppo Titãs è codificata come ISRC BRBMG0300729:
- BR : Brasile
- BMG : BMG
- 03 :  2003
- 00729 : numero seriale

## CD audio
Lo standard Red Book raccomanda la codifica ISRC sui CD.